# Списак српских младих олимпијаца
Списак српских младих олимпијаца, учесника Олимпијских игара младих:

## Летњи спортови
- Ивана Илић
- Катарина Илић
- Атина Камаси
- Николина Мандић
- Никола Мујановић
- Јасмина Пругинић
- Сандра Раичковић
- Драгослав Петровић
- Алекса Величковић
- Јелена Ерић
- Лазар Јовановић
- Филип Павловић
- Душан Рајовић
- Милица Ракић
- Александар Роман
- Јована Црногорац
- Јована Арсић
- Вук Матовић
- Зоран Рајић
- Никола Симовић
- Влада Раковић
- Тамаш Кајдочи
- Бојан Милинковић
- Ивана Перовић
- Саша Аврамовић
- Немања Безбрадица
- Стефан Поповски-Турањанин
- Марко Радоњић
- Алекса Брђовић
- Стефан Владисављев
- Иван Главинић
- Синиша Жарковић
- Никола Живановић
- Рашко Јовановић
- Милан Катић
- Борис Мартиновић
- Димитрије Пантић
- Филип Стоилиовић
- Чедомир Станковић
- Александар Филиповић
- Душан Бабић
- Нађа Величковић
- Јована Ђурић
- Марија Јоксимовић
- Борис Лачански
- Мила Медић
- Урош Николић
- Катарина Симоновић
- Велимир Стјепановић
- Ања Цревар
- Вук Челић
- Стефан Шорак
- Јован Калаба
- Сабина Шурјан
- Милица Бабић
- Марија Малић
- Андрија Миловановић
- Алекса Митровић
- Тијана Богдановић
- Душан Божанић
- Надица Божанић
- Богдан Булат
- Игор Глишин
- Милош Шућур
- Доротеја Ерић
- Ивана Јоровић
- Марко Миладиновић
- Петар Чонкић
- Матеја Глушац
- Немања Мајдов
- Теа Тинтор
- Уна Туба

## Зимски спортови
- Рашо Јевремовић
- Милица Ковачевић
- Страхиња Станишић
- Џенис Авдић
- Ања Илић

## Српски олимпијци Републике Српске
Списак српских олимпијаца из Републике Српске који су до сада представљали БиХ на ОИ младих:
- Марко Шљивић
- Александра Рољић
- Јован Росић
- Стефан Ћуковић
- Теодора Ђукић
- Борис Шкипина
- Бранка Врањеш
- Тина Тадић
- Катарина Богдановић
- Горан Кошарац
- Милош Чолић
- Милица Савић
- Александра Самарџић